# خان جمال
خان جمال (بالإنجليزية: Khan Jamal)‏ هو عازف جاز أمريكي، ولد في 23 يوليو 1946 في جاكسونفيل في الولايات المتحدة.

## وصلات خارجية
- خان جمال على موقع ميوزك برينز (الإنجليزية)
- خان جمال على موقع أول ميوزيك (الإنجليزية)
- خان جمال على موقع ديسكوغز (الإنجليزية)